# Бурый блестящий лори
Бурый блестящий лори (лат. Chalcopsitta duivenbodei) — птица отряда попугаеобразных. Подвидов не выделяют.

## Внешний вид
Длина тела 31 см; вес 130 г. Окраска оперения коричневато-оливковая с золотисто-жёлтым оттенком. На затылке и с боков шеи имеются контурные перья жёлтого цвета. Верхняя часть головы, лоб, горло и плечи жёлтые. Окраска нижней части спины, хвостовых перьев с внутренней стороны и гузки в фиолетовых или тёмно-синих тонах. Радужка желтовато-красная. Клюв и ноги чёрные. Самки имеют такую же окраску. У самцов голова крупнее чем у самок и они больших размеров.

## Распространение
Обитают в низменных районах северной части Новой Гвинеи.

## Образ жизни
Населяют субтропические и влажные тропические леса. Живут в парах или маленьких группах. Попугаи собираются в большие группы, в том числе с другими видами лори, во время приёма пищи. Питаются плодами, семенами, почками, пыльцой и нектаром.

## Размножение
В кладке 2 яйца; насиживание длится 24 дня.